# Placa calefactora

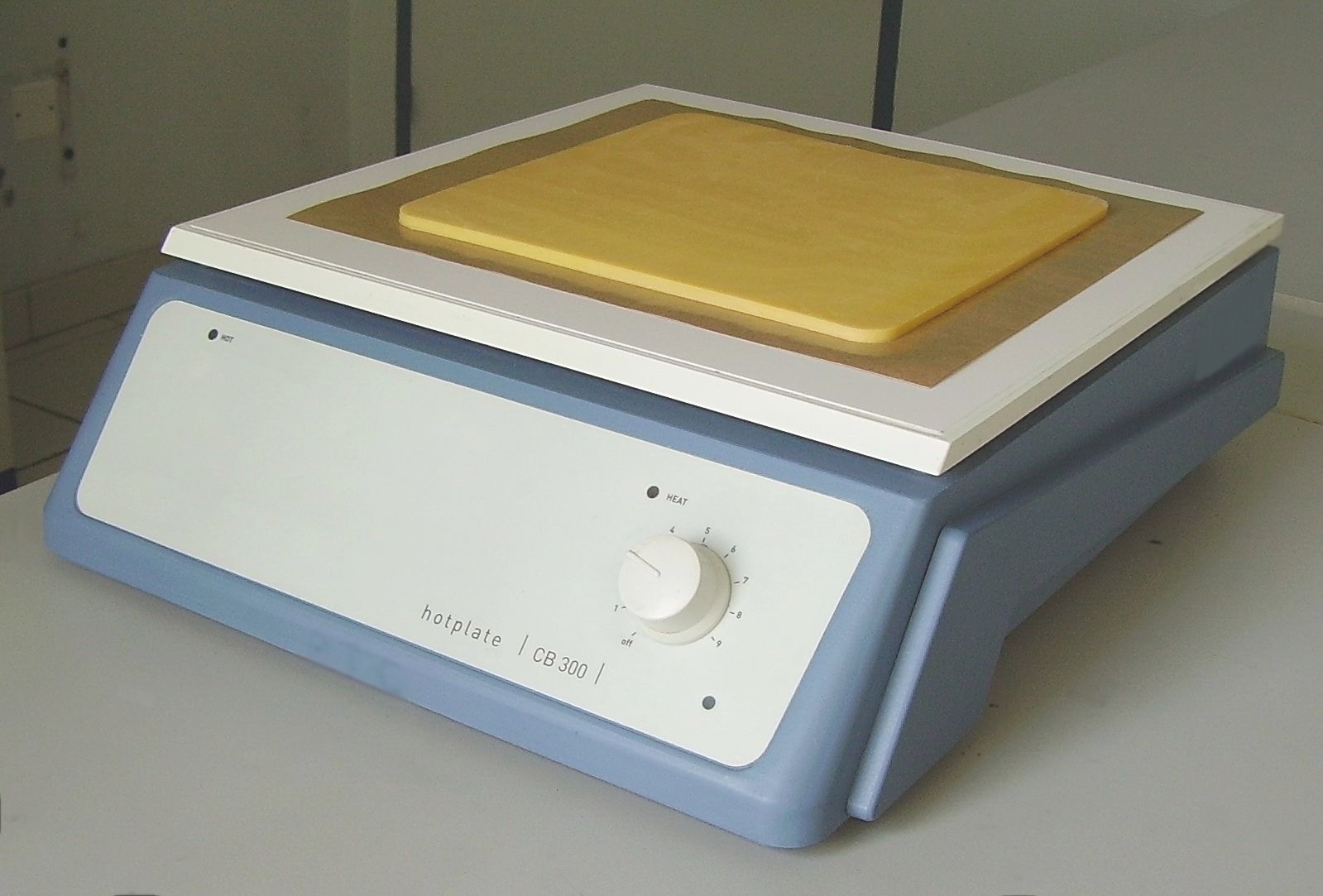
Placa calefactora

Una placa calefactora és un calefactor de laboratori consistent en una planxa escalfada per resistències elèctriques. La calefacció elèctrica permet controlar fàcilment la calor proporcionada al recipient, el qual ha de tenir fons pla per dipositar-se damunt de la placa (vasos o erlenmeyers). És emprada en substitució del bec de Bunsen, especialment quan s'han d'escalfar recipients contenen dissolvents inflamables.
Habitualment també duen incorporat un agitador magnètic per homogeneitzar el contingut del recipient.